# 丝梗扭柄花
丝梗扭柄花（学名：Streptopus koreanus）为天门冬科扭柄花属的植物。目前尚未由人工引种栽培。

## 形态特征
植株高15-40厘米。根状茎细长，匍匐状，粗约1毫米。茎不分枝或中部以上 分枝，散生有粗毛。叶薄纸质，卵状披针形或卵状椭圆形，长3-10厘米，宽1-3厘 米，先端有短尖头，基部圆形，边缘具睫毛状细齿。花小，1-2朵，貌似自叶下面生 出，黄绿色；花梗细如丝，长约1.5厘米，果期伸长；花被片窄卵形，长2-3毫米，宽约 1毫米，近基部合生，内面具有小疣状突起，先端锐尖；花药倒心形，基部有小疣状突 起；花丝极短，扁平，呈半球形平贴于花被片近基部；子房球形，无稜；花柱无，柱头圆 盾形，不分枝。浆果球形，直径6-9毫米。种子多数，矩圆形，稍弯。花期5月，果 期7-8月 。

## 生长环境
生长于海拔800-2000米的地区，一般生长于林下。

## 分布范围
分布于朝鲜以及中国大陆的黑龙江、吉林、辽宁等地。